# Storm Boy
Pour plus de détails, voir Fiche technique et Distribution.
Storm Boy est un film d'aventures pour enfants australien réalisé par Henri Safran et sorti en 1976, adapté du roman de Colin Thiele publié en 1964. Un remake de ce film, avec le même titre, sort en 2019.

## Synopsis
Mike est un jeune garçon solitaire qui erre sur la côte désertée de Coorong, en Australie-Méridionale, près de l'embouchure de la rivière Murray. Lui et son père reclus "Hide Away" Tom vivent dans des dunes de sable isolées face à l'océan Austral. En quête d'amitié, Mike rencontre un autre ermite dans ce désert, Fingerbone Bill, un aborigène éloigné de son peuple. Fingerbone nomme Mike "Storm Boy" et demande l'aide de l'enfant pour s'occuper de trois poussins pélicans orphelins. Alors que le père de Mike insiste pour qu'il relâche les oiseaux adultes dans la nature, un pélican en particulier, nommé «Mr Percival», revient. L'oiseau forme alors un lien profond avec le garçon.

## Fiche technique
Sauf indication contraire, les informations mentionnées dans cette section peuvent être confirmées par la base de données cinématographiques IMDb,  présente dans la section « Liens externes ».
- Réalisation : Henri Safran et Ian Goddard (non crédité)
- Scénario : Sonia Borg d'après le roman de Colin Thiele
- Musique : Michael Carlos
- Décors et direction artistique : David Copping
- Photographie : Geoff Burton
- Montage : Gerald Thurney-Smith
- Production : Matt Carol, Jane Scott
- Sociétés de production : South Australian Film Corporation
- Sociétés de distribution : Roadshow Films
- Pays de production :  Australie
- Langue originale : anglais
- Format : couleur - 1.85 : 1 - 35 mm
- Genres : film d'aventures, film pour enfants
- Durée : 88 minutes
- Dates de sortie en salles :
  - Australie : 18 novembre 1976, (sortie à Adelaide) , 28 juillet 1977 (sortie nationale)
  - France : 28 octobre 1981[1]

## Distribution
- Greg Rowe : Mike 'Storm Boy' Kingley
- Peter Cummins : Tom 'Hide-Away Tom' Kingley
- David Gulpilil : Fingerbone
- Judy Dick : Miss Waker
- Graham Dow : Edwards

## Distinctions
- Festival international du film de Moscou (1977) : meilleur film pour enfants[2].
- Australian Film Institute Awards (1977) : Meilleur Film

## Réception

### Box-office
Le film est un succès au box-office australien, enregistrant 2 645 000 $ (l'équivalent de 13 674 650 $ en 2009).

## Autre version
- Une version courte de 32 minutes est également exploitée[4].
- Le film connaît un remake en 2019 : Storm Boy, produit par Michael Boughen et Matthew Street, écrit par Justin Monjo et réalisé par Shawn Seet.  On retrouve Geoffrey Rush, Finn Little, Jai Courtney et Erik Thomson au casting.